# Rolling Hills (Alberta)
Rolling Hills est un hameau (hamlet) du Comté de Newell, situé dans la province canadienne d'Alberta.

## Démographie
En tant que localité désignée dans le recensement de 2011, Rolling Hills a une population de 205 habitants dans 84 de ses 100 logements, soit une variation de -16.7% par rapport à la population de 2006. Avec une superficie de 0,685 9 km2, le hameau possède une densité de population de 298,877 4 hab/km2 en 2011.
Concernant le recensement de 2006, Rolling Hills abritait 246 habitants dans 97 de ses 108 logements. Avec une superficie de 0,685 9 km2, le hameau possédait une densité de population de 358,7 hab/km2 en 2006.